# Cao Dao
Cao Dao (giản thể: 皋陶; phồn thể: 臯陶; bính âm: Gao Yao; Wade–Giles: Kao Yao) tên thật là Đại Nghiệp, theo Sử Ký của Tư Mã Thiên thì mẹ ông là Nữ Tu - cháu gái Đế Chuyên Húc - một hôm đang ngồi dệt vải ở ngoài sân thì trên trời bỗng nhiên xuất hiện một con chim én bay ngang đẻ trứng. Đúng lúc Nữ Tu ngửa mặt ngáp thì quả trứng rơi xuống trúng miệng mà nuốt luôn quả trứng đó, chẳng bao lâu Nữ Tu thụ thai rồi sinh ra Cao Dao. Cao Dao làm pháp quan trải 3 đời Đường Nghiêu, Ngu Thuấn và Hạ Vũ. Ông cùng với 1 danh thần khác là Quỳ rất có uy tín trong thời đại thiện nhượng lúc bấy giờ, sở dĩ thời kỳ đó thịnh vượng cũng nhờ một phần luật lệ nghiêm minh do Cao Dao chấp pháp. Cao Dao lấy con gái bộ lạc Thiếu Điển là Nữ Hoa mà sinh con là Đại Phí tức Bá Ích, vua Vũ rất trọng Cao Dao và có ý muốn nhường ngôi cho ông nhưng không may ông lại mất trước nhà vua. Sau này vua Hạ Vũ định nhường ngôi cho Bá Ích là con ông nhưng sau khi vua băng hà Bá Ích chấp chính lo quốc tang đúng 3 năm rồi rút lui trao lại ngôi cho con Hạ Vũ là Hạ Khải, Hạ Khải bèn phong cho con trai Bá Ích là Đại Liêm tức Nhược Mộc làm vua nước Từ hiệu là Điểu Tục thị.

## tuổi già
Sau khi Hạ Vũ lên ngôi Hoàng đế, để tôn trọng chế độ thoái vị , ông đã bầu Cao Dao làm người kế vị và trao cho ông toàn quyền xử lý các công việc của chính phủ. Nhưng Cao Dao đã chết trước khi Hoàng đế vũ qua đời, và người ta nói rằng ông đã sống đến 106 tuổi. Sau cái chết của Cao Dao, vũ nhường ngôi cho Bá Ích Con Trai của Cao Dao.
Phần còn lại của ngôi mộ Cao Dao đã được bảo tồn cho đến ngày nay, ở phía bắc của Đại lộ Wanxi, Khu phát triển kinh tế và công nghệ, thành phố Lu'an, tỉnh An Huy.

## Sau khi chết
Hoàng đế Hạ Vũ nghĩ đến công lao của Cao Dao, và phong cho ông danh hiệu Tào Tháo ở Vương Quốc Anh và sáu vương quốc Thời Nhà Chu. Vào năm 743 sau Công nguyên, Hoàng đế  Đường Huyền Tông của nhà Đường đã tôn Cao Dao, tổ tiên xa xôi của hoàng tộc Lý và nhà Đường, làm Hoàng đế, và truy phong ông là Hoàng đế Minh .